# AppleToo
#AppleToo fue un movimiento en Apple que comenzó en agosto de 2021 durante un período de malestar de parte de empleadas de la empresa, centrado principalmente en el maltrato a las mujeres en la empresa. Desde principios de la década de 1990, Apple ha sido criticada por la falta de mujeres en puestos de liderazgo. En 2016, empleadas hicieron acusaciones anónimas de acoso sexual y agresión sexual, discriminación y mala gestión de inquietudes por parte de recursos humanos en Apple. En 2021 y 2022, las mujeres de la empresa comenzaron a hablar oficialmente con la prensa y en las redes sociales. Después de que una encuesta salarial realizada por empleados encontró una brecha salarial de género del 6 por ciento, varias empleadas comenzaron a compartir historias personales bajo el hashtag #AppleToo, inspirado en el movimiento #MeToo, que a su vez generó otros movimientos corporativos, como #GeToo en General Electric.
Se emprendieron varias acciones legales debido a la respuesta de Apple al activismo de las empleadas. El 13 de junio de 2024 se presentó en California una demanda que buscaba el estatus de demanda colectiva.

## Historia
A principios de 2016, un estudio salarial en Apple encontró brechas salariales basadas en género y raza. Ese agosto, Apple dijo que había logrado la igualdad salarial para todos los empleados en Estados Unidos. Al mismo tiempo, informes mostraron que Apple estaba sobrerrepresentada por hombres blancos, especialmente en puestos técnicos y de liderazgo. Un mes después, Mic publicó correos electrónicos de dos mujeres anónimas que, según la publicación, revelaban un ambiente de trabajo tóxico para las mujeres que involucraba acoso sexual, bromas sobre violaciones y discriminación. Otros empleadas anónimas expresaron preocupaciones similares, alegando que el departamento de recursos humanos (RR. HH.) era corrupto y tenía la práctica de tomar represalias contra las empleadas que denunciaban mala conducta.
En mayo de 2021, las mujeres de Apple comenzaron a hablar públicamente en contra de la empresa por primera vez a través de la prensa y en la red social Twitter. Tras la contratación de Antonio García Martínez, el autor de Chaos Monkeys (2016), miles de empleados cuestionaron su contratación en una carta abierta a Eddy Cue. En el libro, García Martínez escribió que las mujeres en el área de la bahía de San Francisco eran «blandas y débiles» y «un equipaje inútil que cambiarías por una caja de cartuchos de escopeta o un bidón de diesel». La carta se filtró a The Verge y resultó en la salida de García Martínez poco después. Siguieron otras cartas abiertas, incluida la solicitud de apoyo público a Palestina durante la crisis entre Israel y Palestina de 2021, el trabajo remoto a largo plazo durante la pandemia de COVID-19 y la denuncia pública de las leyes antiaborto en medio del caso Dobbs contra Jackson Women's Health Organization.
En agosto de 2021, una de las autoras de la carta abierta sobre García Martínez, la ingeniera de seguridad Cher Scarlett, inició una encuesta detransparencia salarial después de que a otras empleadas se les dijera que dichas encuestas estaban prohibidas, lo que, según los abogados laborales, era ilegal. El análisis de los resultados preliminares mostró una disparidad salarial del 6% entre hombres y mujeres. La encuesta también mostró que los hombres blancos tenían una proporción enorme de roles técnicos y de liderazgo. Ella tuiteó gráficos compartidos por The Verge que, según ella, eran «alarmantes» y que mostraban que las propias estadísticas demográficas de Apple eran engañosas; ocultar que la demografía racial entre las mujeres estaba más equilibrada que la de los hombres, y que las mujeres de color tenían más probabilidades de trabajar en roles no directivos en soporte, mercadotecnia y venta minorista. Como resultado de esto, Scarlett fue acosada, doxeada y afirmó que sus compañeros de trabajo le dijeron que sus gerentes les habían dicho que no se relacionaran con ella.

### Falta de mujeres en puestos de liderazgo
En septiembre de 1991, Macworld informó sobre las críticas de los empleados por el hecho de que Apple no promocionaba a las mujeres con tanta frecuencia como a los hombres en una herramienta llamada AppleLink. En ese momento, la empresa sólo tenía cuatro mujeres en puestos de liderazgo de departamento, de las cuales hay alrededor de 100. En 2014, un desarrollador encontró solo dos mujeres en 16 horas de metraje de la Worldwide Developers Conference (WWDC) desde 2007. Al año siguiente, Quartz informó que solo una mujer subió al escenario en cualquier evento de Apple entre 2013 y 2015, incluido el discurso de apertura anual de la WWDC de Apple, lo que generó preguntas sobre la falta de diversidad de género en Apple. MIC informó en 2017 que las mujeres representaron solo el 7% del tiempo escénico en la WWDC, nueve minutos de dos horas. Los accionistas de Apple exigieron que Apple agregara más mujeres y minorías al liderazgo y Vox informó que solo el 29% de todos los líderes eran mujeres. En septiembre siguiente, en el anuncio del iPhone X, sólo una mujer subió al escenario para representar seis minutos del evento de dos horas.
En 2020, el discurso de apertura virtual de la WWDC incluyó a empleados de base, entre los que se encontraban 11 mujeres y 8 hombres. En el Día Internacional de la Mujer de 2022, empleados actuales y anteriores criticaron un vídeo de un evento de Apple que promocionaba el Apple M1 y que presentaba a mujeres desarrolladoras de la empresa. Dijeron que tergiversaba la diversidad de género de la empresa y su respuesta al sexismo. Scarlett tuiteó que la encuesta salarial de 2021 encontró que menos del 10% de la fuerza laboral femenina de Apple desempeñaba funciones técnicas en software o hardware. Lauren Goode, una reportera de tecnología, dijo en un pódcast de Wired que el cambio a un evento virtual ocultó la falta de diversidad en la WWDC. Al comentar sobre la realidad detrás de una broma acerca de que no hay filas en los baños de mujeres en tecnología, dijo: «Muy rara vez hay una fila para el baño de mujeres porque hay muy pocas mujeres en esta conferencia».
En septiembre de 2022, Computerworld informó que solo dos de los 12 ejecutivos más altos de Apple eran mujeres. Dos meses después, el director ejecutivo Tim Cook le dijo a la BBC que no había suficientes mujeres en la tecnología, ni siquiera en Apple, y que «no había ninguna buena excusa» para ello.

## Evento #AppleToo
#AppleToo es una referencia al movimiento #MeToo y al intercambio de historias personales (en el caso de Apple, sobre presunto acoso y agresión sexual, discriminación racial y de género, abuso verbal, represalias, capacitismo y el mal manejo de las quejas por parte de Recursos Humanos y gestión.
En agosto de 2021, después de alentar a otras mujeres en Twitter a denunciar una cultura de acoso y abuso sexual en su antiguo empleador, Activision Blizzard, Cher Scarlett organizó un movimiento similar en Apple. Cuando los empleadas acudieron a ella en busca de apoyo, Scarlett y otros empleados anónimos de Apple lanzaron un sitio web llamado #AppleToo el 23 de agosto de 2021, con el lema It's time to Think Different («Es hora de pensar diferente»). La directora del programa, Janneke Parrish, se unió como colíder y publicó algunas de las historias personales de trabajadoras actuales y pasadas de Apple, incluidos contratistas. Según Scarlett, a finales de agosto habían recibido casi 500 informes de trabajadores, de los cuales más de 300 se compartieron en las primeras 48 horas.
El 3 de septiembre de 2021, el grupo publicó una carta abierta a Cook y al resto del equipo ejecutivo, solicitando firmas de sus compañeros de trabajo. La carta hacía cinco solicitudes, entre ellas una mayor privacidad de la información personal; compensación transparente y justa; una auditoría de todas las relaciones con terceros; mayor responsabilidad entre los equipos de liderazgo y recursos humanos; y un proceso para compartir las preocupaciones del grupo.
El 17 de septiembre de 2021, se filtró a la prensa una grabación de una reunión de toda la empresa. Parrish fue investigada por la filtración y se le ordenó que no borrara nada de la propiedad de Apple. Fue despedida después de que eliminó aplicaciones personales y archivos relacionados con el trabajo del teléfono y la computadora de su empresa. Sus dispositivos personales no fueron confiscados. Dijo que fue despedida en represalia por su papel en #AppleToo.
Los detalles de la reunión en la prensa estaban relacionados con las acusaciones hechas por los participantes de #AppleToo, la equidad salarial, las reglas de vacunación y las reglas restrictivas del aborto en relación con la inminente anulación de Roe contra Wade. Wired criticó la respuesta de la compañía a las preguntas sobre los abortos, diciendo que Apple fingió apoyo a las empleadas que buscaban escapar de los estados donde el aborto era ilegal con una «evasión». En respuesta a la filtración, Cook envió un memorando a toda la empresa en el sentido de que las personas que filtran detalles de reuniones confidenciales «no pertenecen a Apple».
Más de una decena de mujeres adicionales acudieron a la prensa, incluida la directora del programa Ashley Gjøvik, tanto de forma oficial como anónima, sobre supuestas diferencias salariales de género, discriminación y el mal manejo del acoso y la agresión sexual en Apple. Varios informaron sobre la práctica de pedirles la renuncia a cambio de una indemnización y firmar acuerdos de confidencialidad (NDA).
#AppleToo generó movimientos #MeToo corporativos similares, como #GeToo, que se refiere a General Electric.

## Acciones legales
A finales de 2021, Cher Scarlett presentó tres cargos ante la Junta Nacional de Relaciones del Trabajo (NLRB) contra Apple por impedir que los empleados recopilen datos salariales y discutan sus salarios, por fomentar una cultura de acoso y abuso con reglas ilegales y por el memorando enviado por Cook para el personal. Ashley Gjøvik presentó dos cargos ante la NLRB, uno sobre el memorando y otro que cuestionaba varias políticas del manual del empleado que, según ella, inhiben ilegalmente al personal el ejercicio de sus derechos protegidos por el gobierno federal de hablar con la prensa, discutir salarios y publicar en las redes sociales en un segunda carga. El memorando fue criticado por combinar las filtraciones de productos con el activismo de los empleados en torno a las condiciones del lugar de trabajo y por incluir la frase «las personas que filtran información confidencial no pertenecen aquí», que algunos interpretaron como una amenaza. Se consideró que los cinco cargos presentados por Scarlett y Gjøvik tenían fundamento en enero de 2023. En noviembre de 2021, Janneke Parrish presentó un cargo por despido injustificado ante la NLRB en el que alegó que la investigación y el despido por filtrar una grabación del ayuntamiento se basaron «en razones falsas y pretextuales» y en represalias por su trabajo con #AppleToo.
El 19 de noviembre de 2021, Apple publicó un memorando afirmando los derechos de los empleados a discutir los salarios y las condiciones laborales. Si bien no es una respuesta oficial a una de las solicitudes del grupo sobre una declaración para toda la empresa que aclare los derechos de los empleados, Parrish se refirió al memorando como una victoria para el grupo, y dijo que «ayudaría a poner fin a una cultura sistémica de silencio en torno a nuestra cultura laboral y equidad salarial». Veena Dubal, profesora de derecho, afirmó que «esta es una victoria para los trabajadores porque demuestra que Apple sabe que habrían perdido si esto hubiera sido juzgado», refiriéndose al primer cargo de Scarlett por parte de la NLRB y la sanción que habría sido impuesta por el NLRB. Dubal también destacó lo poco que hace la aplicación de la Ley Nacional de Relaciones Laborales para disuadir a los empleadores de violar estas leyes. Más tarde, Scarlett tuiteó que había hecho cuatro demandas a Apple el 2 de septiembre de 2021, el día después de presentar el cargo a la NLRB, una de las cuales era por la afirmación que Apple había publicado.
En diciembre de 2021, Forbes informó que la NLRB había rechazado la solicitud de retiro con el acuerdo fuera de la junta que pedía a Apple que realizara 22 cambios en el lenguaje del documento, incluido el lenguaje que le impedía ayudar a otros empleados de Apple a organizar y presentar cargos contra Apple por un período de un año. También confirmó que el memorando publicado en noviembre era parte del acuerdo al que llegó, pero que Apple solo lo había dejado visible durante la semana que Apple le había dado a los empleados el día libre por el Día de Acción de Gracias, lo que, según ella, no cumplía con el requisito del acuerdo de que el memorando se publique «en un lugar destacado y visible». En una declaración a The Verge, dijo que habría estado «interesada en [retirar el cargo sin el acuerdo] para evitar que los testigos tuvieran que dar testimonio», pero que ella y otros empleados decidieron seguir adelante con los cargos frente a posibles represalias debido a la forma en que la empresa manejó la publicación del memorando.
La encuesta de transparencia salarial y el evento #AppleToo provocaron varios casos de activismo de accionistas. Los accionistas propusieron y aprobaron una «auditoría de derechos civiles», una investigación sobre el uso de NDA y una «evaluación de los derechos de los trabajadores». Fueron las primeras acciones accionariales aprobadas en diez años. Los periodistas de Politico dijeron que era «más grande que Apple» y acciones similares marcaron la pauta para otras grandes empresas. Las empresas de inversión dijeron que los intentos de bloquear tales acciones de los accionistas pondrían en riesgo el valor de marca de las empresas con valores progresistas.
En respuesta a una solicitud de no acción presentada por Apple ante la Comisión de Bolsa y Valores (SEC) que afirmaba que no era práctica de Apple utilizar NDA en contratos laborales que inhiben la capacidad de un empleado de hablar sobre las condiciones laborales, Cher Scarlett presentó una denunciante con la agencia y compartió un acuerdo de indemnización que estipulaba lo que se le permitía decir sobre su partida. Luego, un grupo de tesoreros pidió a la SEC que investigara el uso de NDA por parte de Apple. La auditoría solicitada por los accionistas encontró que existían casos en los que las NDA infringirían el derecho de un empleado a hablar sobre una conducta ilegal y acordó eliminar todas las cláusulas de ocultamiento de los contratos de trabajo de manera retroactiva. Las leyes promulgadas en California y Washington después del evento #AppleToo prohibieron el uso de acuerdos de confidencialidad en contratos laborales en relación con el acoso, la discriminación y otras actividades ilegales.

### Demanda de 2024
El 13 de junio de 2024, dos mujeres presentaron una demanda alegando prejuicio salarial de género y acoso sexual en nombre de 12 000 mujeres actual y anteriormente en Apple en California contra la empresa que buscaba un estatus de demanda colectiva. La demanda alega que Apple elude las leyes que prohíben a los posibles empleadores preguntar sobre el historial salarial de un posible empleado al preguntar en su lugar por las expectativas salariales, lo que, según afirma, «ha tenido un impacto dispar en las mujeres» y, por separado, que el sistema de evaluación del desempeño está sesgado contra la mujer. En su cobertura, Ars Technica citó la demanda alegando: «Cuanto más tiempo trabaja una mujer en Apple, mayor es la diferencia en la compensación que recibe en comparación con hombres en situaciones similares». En una contribución a Forbes, la psicóloga y profesora de estudios de género de la Universidad de California en Los Ángeles, Kim Elsesser, atribuyó el vínculo entre las expectativas salariales y la historia al efecto de anclaje, un fenómeno que hace que las personas valoren su valor sobre el salario anterior. Elsesser compartió una investigación que indica que las mujeres se ven afectadas por factores sociales adicionales cuando negocian salarios más altos o ascensos; en lugar de ser recompensadas, las mujeres son penalizadas y evaluadas como agresivas o desagradables.

## Actividades relacionadas
A principios de 2022, algunos empleados corporativos involucrados en #AppleToo iniciaron un sindicato solidario llamado Apple Together. También ayudaron a varias tiendas minoristas a organizarse en sindicatos.
En 2023, un informe de Communications Workers of America encontró que la mayor parte de la diversidad de Apple se encontraba en Apple Retail, trabajando en empleos de bajo nivel, según un análisis de informes exigidos por el gobierno. Apple dice que no utiliza dichos informes para medir su progreso en diversidad, equidad e inclusión. Un empleado minorista inició una encuesta de transparencia salarial ese año que encontró resultados similares. Apple resolvió una demanda por discriminación en noviembre siguiente por 25 millones de dólares.